# Alpint skiløb under vinter-OL 2022 – Mixed – Team
Holdkonkurrencen for blandede hold ved vinter-OL 2022 i Beijing blev afholdt den 19. februar 2022 på skibakken "Rainbow" ved Yanqing National Alpine Ski Centre i Yanqing-distriktet.
Østrig vandt guld, Tyskland sølv, og Norge bronze.

## Programoversigt
| Dato             | Begivenhed              | Vinder |
| ---------------- | ----------------------- | ------ |
| 18. februar 2022 | Officiel træning 1 (DH) |        |
| 19. februar 2022 | Konkurrence             |        |